# Uwe Maeffert
Uwe Maeffert (* 28. April 1943 in Berlin) ist ein deutscher Strafverteidiger und Sachbuchautor.

## Leben
Maeffert ist seit 1974 Rechtsanwalt in Hamburg. Er gilt als einer der bekanntesten Strafverteidiger der Stadt. Er fing an, sich seinen Ruf in den 1970er- und 1980er-Jahren zu erwerben, als er zahlreiche Mandaten wegen Straftaten im Zusammenhang mit dem Versammlungsgesetz und Mandaten aus der „linken Szene“ vertrat. Unter anderem gehörte er 1981 gemeinsam mit Hans-Joachim Ehrig und Eberhard Kempf zu den Verteidigern im Nürnberger Komm-Prozess.
Maeffert machte sich zunächst auch als Arbeitsrechtler mit gewerkschaftlicher Orientierung einen Namen, indem er sich um die Weiterbeschäftigung im Fall fristloser Kündigung bis zur arbeitsgerichtlichen Klärung engagierte. Spektakulär war der Fall eines Bochumer Opel-Betriebsrats, den der Konzern trotz gerichtlicher Vorgabe und 500.000 DM Strafandrohung nicht auf das Gelände lassen wollte. Maeffert wurde damals dem Bremer KB Nord zugerechnet.
Er verteidigte in Aufsehen erregenden Fällen, beispielsweise den sogenannten Säurefassmörder Lutz Reinstrom, die als Monika Weimar bekannte, wegen der Ermordung ihrer Kinder verurteilte Monika Böttcher, Marianne Bachmeier, die den mutmaßlichen Mörder ihrer Tochter im Gerichtssaal erschossen hatte, und Thomas Wüppesahl, den ehemaligen Bundestagsabgeordneten und Mitbegründer der Bundesarbeitsgemeinschaft kritischer Polizisten, der wegen eines geplanten Raubmordes verurteilt wurde. Maeffert vertrat auch die Angeklagten im Prozess um den Polizistenmord von Holzminden. Anfang 2007 verteidigte er den Millionär Ulrich Marseille vor dem Amtsgericht in Halle; zeitgleich war er im so genannten Weimarer Rauschpilz-Prozess als Verteidiger vor dem Amtsgericht in Weimar tätig.
Er hat als „Staranwalt“ damit ein erhebliches Medieninteresse angezogen. Seine Tätigkeit wird recht unterschiedlich bewertet. So klagten Gerichte, Zeugen und gelegentlich auch Journalisten über aggressives Vorgehen, andererseits wurde auch Maefferts Hartnäckigkeit hervorgehoben.
Er wirkte an Büchern und Texten als Co-Autor mit. 1986 verfasste er Bruchstellen, das in Form eines literarischen Berichts die Ereignisse eines seiner spektakulären Prozesse schildert: den Fall zweier Türken, die 1983 wegen Landfriedensbruchs, gefährlicher Körperverletzung und Widerstands gegen die Staatsgewalt angeklagt waren und nach einjähriger Verhandlungsdauer freigesprochen wurden. 1989 folgte Strafjustiz. Er ist Mitglied im Schildower Kreis, welcher sich für die Legalisierung von Drogen einsetzt.
Maeffert ist Vater zweier Töchter.

## Schriften
- Literatur von und über Uwe Maeffert im Katalog der Deutschen Nationalbibliothek
- Der Nürnberger KOMM-Prozess (gemeinsam mit Hans-Jürgen Ehrig und Eberhard Kempf), Konkret Literatur-Verlag 1981, ISBN 3-922144-19-5
- Bruchstellen. Eine Prozeßgeschichte, Suhrkamp 1986, ISBN 3-518-11387-9
- Strafjustiz, Rasch und Röhring 1989, ISBN 3-89136-273-0